# Cryptorhopalum argentinum
Cryptorhopalum argentinum là một loài bọ cánh cứng trong họ Dermestidae. Loài này được Pic miêu tả khoa học năm 1916.